# Ross and Cromarty
Ross and Cromarty (gael. Ros is Cromba) – hrabstwo historyczne w północnej Szkocji, z ośrodkiem administracyjnym w Dingwall, istniejące w latach 1890–1975. Utworzone z połączenia Ross-shire i Cromartyshire, współcześnie jego teren znajduje się w granicach jednostek administracyjnych Highland i Hebrydy Zewnętrzne.
Położone było pomiędzy zatoką Moray Firth (Morze Północne) na wschodzie a cieśniną The Minch na zachodzie (Ocean Atlantycki). Urozmaicone linie brzegowe – na wschodzie w głąb lądu wcinały się zatoki Dornoch Firth, Cromarty Firth i Beauly Firth, na zachodzie – Loch Broom, Gruinard Bay, Loch Ewe, Loch Torridon, Loch Carron i Loch Alsh. Na północy graniczyło z hrabstwem Sutherland, a na południu z Inverness-shire. Większą część hrabstwa zajmowały krainy Wester Ross i Easter Ross. Należał do niego także region Lewis, tj. północna część wyspy Lewis and Harris. Powierzchnia hrabstwa wynosiła 8002 km² (10,4% terytorium Szkocji), liczba ludności w 1951 roku – 60 508 (1,2% populacji Szkocji).
Krajobraz hrabstwa był przeważająco górzysty, wschodnie wybrzeże nizinne. Lokalna gospodarka opierała się głównie na wypasie owiec i bydła, rybołówstwie, produkcji whisky, na terenach nizinnych także uprawie roli.